# Eupelmus molokaiensis
Eupelmus molokaiensis is een vliesvleugelig insect uit de familie Eupelmidae. De wetenschappelijke naam is voor het eerst geldig gepubliceerd in 1901 door Ashmead.